# Altaiotettix oshanini
Altaiotettix oshanini är en insektsart som beskrevs av Alexander Fyodorovich Emeljanov 1966. Altaiotettix oshanini ingår i släktet Altaiotettix och familjen dvärgstritar. Inga underarter finns listade i Catalogue of Life.